# 下南片
下南片，是臺灣新竹縣關西鎮的一個傳統地域名稱，位於該鎮西部。相較於今日行政區，其範圍大致與南和里相近。

## 歷史
台灣清治末期至日治初期，下南片地區為一街庄，稱為「下南片庄」，隸屬於竹北二堡。該庄北隔鳳山溪與石崗仔庄為界，東邊一小段以鳳山溪支流下橫坑溪與坪林庄為界，東南邊及南邊為下橫坑庄，西南邊一小段與水坑庄為界，西邊為打鐵坑庄。
1901年（日治明治三十四年）11月，全台廢縣廳改設二十廳，該庄隸屬於新竹廳。1909年（明治四十二年）10月，合併二十廳為十二廳，該庄隸屬不變。1920年（大正九年），廢十二廳改設五州二廳，該庄改制為「下南片」大字，隸屬於新竹州中壢郡關西庄。1941年，關西庄升格為關西街。
戰後關西街改制為關西鎮，隸屬於新竹縣，大字亦改制為里。1950年桃、竹、苗分治，關西鎮隸屬不變。

## 交通
鄉道竹16線是土地公埔至關西的道路，也是鳯山溪中游地區南岸的主要連絡道路，大致以橫向轉西北西—東南東走向經過下南片地區北部，向西可前往南打鐵坑、內立、石頭坑並止於犂頭山地區土地公埔附近的縣道118號路口，向東可前往坪林、上南片，過鳳山溪橋可前往關西市區並止於關西國小附近。

## 學校
- 南和國小